# Ashes Tour 1934
Die Ashes Tour 1934 war die Tour der australischen Cricket-Nationalmannschaft, die die 30. Austragung der Ashes beinhaltete, und wurde zwischen dem 8. Juni und 22. August 1934 ausgetragen. Die internationale Cricket-Tour war Teil der internationalen Cricket-Saison 1934 und umfasste fünf Test-Matches. Australien gewann die Serie 2–1.

## Vorgeschichte
Für beide Mannschaften war es die erste Tour der Saison.
Das letzte Aufeinandertreffen der beiden Mannschaften bei einer Tour fand in der Saison 1932/33 in Australien statt.

## Stadien
Die folgenden Stadien wurden für die Tour als Austragungsort vorgesehen.
| Stadion                     | Stadt      | Kapazität | Spiele  |
| --------------------------- | ---------- | --------- | ------- |
| Headingley Stadium          | Leeds      | 17.000    | 4. Test |
| The Oval                    | London     | 23.500    | 5. Test |
| Lord’s Cricket Ground       | London     | 30.000    | 2. Test |
| Old Trafford Cricket Ground | Manchester | 19.000    | 3. Test |
| Trent Bridge                | Nottingham | 15.350    | 1. Test |

## Kaderlisten
Die Mannschaften benannten die folgenden Kader.
| Test | Test |
| England | Australien |
| --- | --- |
| - David Allen - Les Ames - Bill Bowes - Nobby Clark - Ken Farnes - George Geary - Wally Hammond - Patsy Hendren - Len Hopwood - Walter Keeton - Maurice Leyland - Tommy Mitchell - Herbert Sutcliffe - Hedley Verity - Cyril Walters - Frank Woolley - Bob Wyatt - Nawab of Pataudi | - Donald Bradman - Ernie Bromley - Bill Brown - Arthur Chipperfield - Rick Darling - Hans Ebeling - Clarrie Grimmett - Alan Kippax - Stan McCabe - Bill O’Reilly - Bert Oldfield - Bill Ponsford - Tim Wall - Bill Woodfull |

## Tests

### Erster Test in Nottingham
| 8. – 12. Juni Scorecard | Nottingham | Australien 374 (152.2) & 273-8d (90) | – | England 268 (138.3) & 141 (107.4) |
|                         |            | Australien gewinnt mit 238 Runs      |   |                                   |

### Zweiter Test in London
| 22. – 26. Juni Scorecard | London (Lord’s) | England 440 (198.3)                           | – | Australien 284 (109) & 118 (53.3) (f/o) |
|                          |                 | England gewinnt mit einem Innings und 38 Runs |   |                                         |

### Dritter Test in Manchester
| 6. – 10. Juli Scorecard | Manchester | England 627-9d (201) & 123-0d (52) | – | Australien 491 (190.3) & 66-1 (27) |
|                         |            | Remis                              |   |                                    |

### Vierter Test in Leeds
| 20. – 24. Juli Scorecard | Leeds | England 200 (105.4) & 229-6 (135.5) | – | Australien 584 (183.5) |
|                          |       | Remis                               |   |                        |

### Fünfter Test in London
| 18. – 22. August Scorecard | London (Oval) | Australien 701 (171.2) & 327 (68,3) | – | England 321 (117.3) & 145 (63.3) |
|                            |               | Australien gewinnt mit 562 Runs     |   |                                  |